# Polémiste

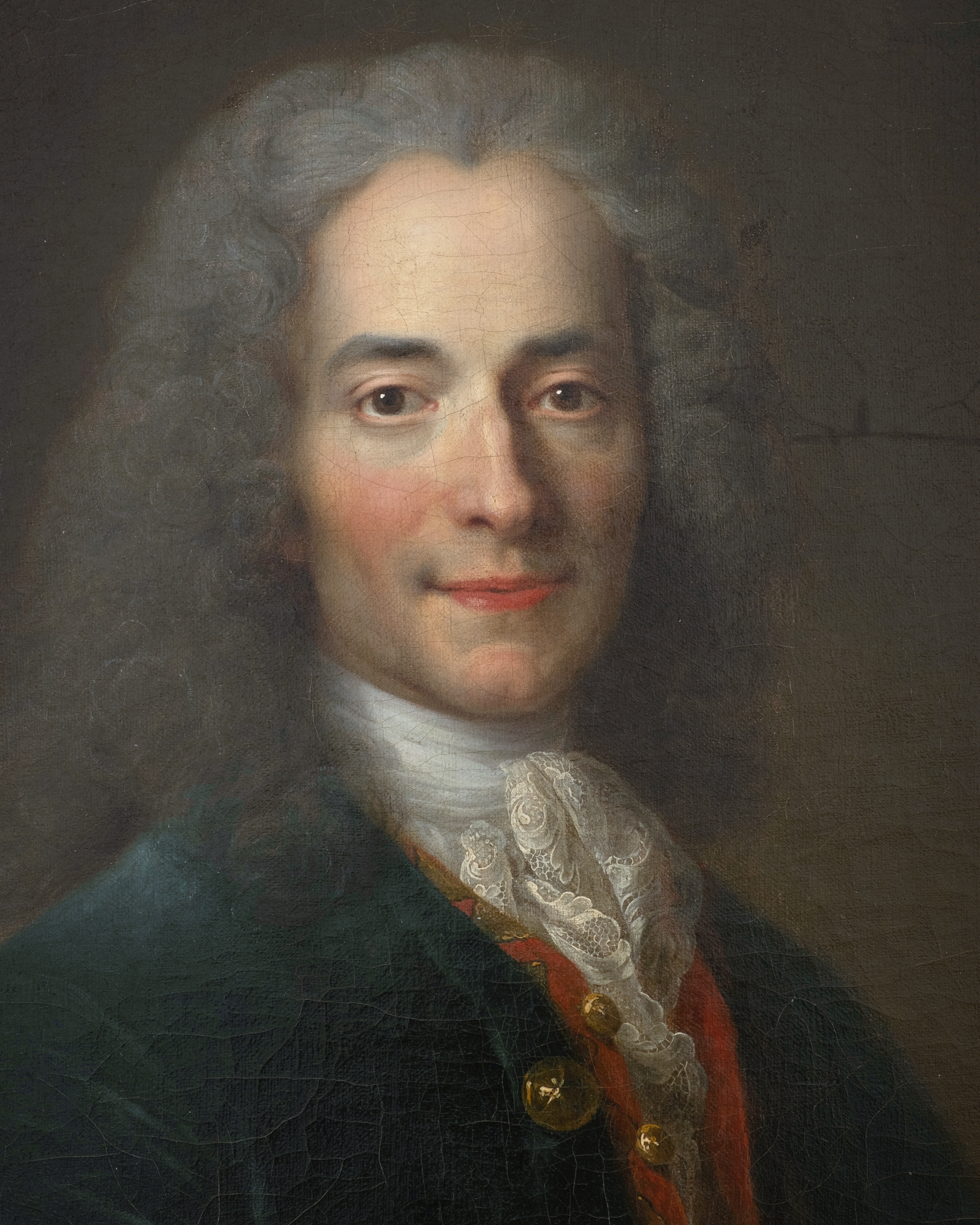
Voltaire, philosophe français des Lumières, polémiste.

Un polémiste est une personne pratiquant la polémique, souvent de façon passionnée et parfois avec panache et esprit, en apportant des opinions contraires sur toutes espèces de sujets (politique, scientifique, littéraire, religieux, etc.), par écrit en publiant des essais, ou oralement lors de débats. Le polémiste peut dénoncer ce qu'il estime constituer les travers de son temps.
La légitimité des polémistes contemporains est davantage médiatique et mondaine qu'académique ou intellectuelle. Ils jouissent d'une grande popularité grâce à leurs arguments relativistes s'inscrivant dans une ère de post-vérité : parfois, leurs opinions démentent les faits,.
Timon de Phlionte, philosophe sceptique pyrrhonnien, est un exemple antique de polémiste, ridiculisant et réfutant la plupart des philosophes dogmatiques antiques dans son poème perdu intitulé les Silles,.
Josef Joffe, dans une publication intitulée «Le déclin de l'intellectuel public et l'essor du polémiste» critique l'émergence d'une fonction nouvelle contribuant à forger les représentations dans le grand public en la personne du polémiste moderne. Il établit un lien avec l'évolution du public et des médias eux-mêmes. Ces personnes combinent désormais le rôle d'intellectuels publics tout en possédant une compétence experte en tant que praticiens réguliers des médias. Ils jouent dès lors un rôle croissant dans la diffusion d'idées et de points de vue de manière accessible au public.